# 1月25日 (旧暦)
旧暦1月25日は旧暦1月の25日目である。六曜は先勝である。

## できごと
- 延喜元年（ユリウス暦901年2月16日） - 菅原道真が大宰府へ向け京を出発
- 正暦元年（ユリウス暦990年2月23日） - 藤原兼家の孫・定子が入内
- 寛政元年（グレゴリオ暦1789年2月19日） - 災異のため天明から寛政に改元

## 誕生日
- 安政5年（グレゴリオ暦1858年3月10日） - 御木本幸吉、真珠養殖法を開発（+ 1954年）
- 文久3年（グレゴリオ暦1863年3月14日） - 徳富蘇峰、評論家（+ 1957年）

## 忌日
- 建仁元年（ユリウス暦1201年3月1日） - 式子内親王、後白河天皇の第三皇女・歌人（* 1152年）
- 建暦2年（ユリウス暦1212年2月29日） - 法然、浄土宗の開祖（* 1133年）
- 寛永10年 (グレゴリオ暦1633年3月5日) - 佐竹義宣、武将・戦国大名（* 1570年）
- 慶長18年（グレゴリオ暦1613年3月16日） - 池田輝政、大名（* 1564年）
- 元禄14年（グレゴリオ暦1701年3月4日） - 契沖、国学者（* 1640年）
- 享和2年（グレゴリオ暦1802年2月27日） - 木村蒹葭堂、文人･文人画家（* 1736年）